# Martin Islands
Martin Islands är öar i Kanada.   De ligger i territoriet Nunavut, i den nordöstra delen av landet, 2 900 km norr om huvudstaden Ottawa. 
Terrängen på Martin Islands är platt. Öns högsta punkt är 39 meter över havet. 